# 17279 Jeniferevans
17279 Jeniferevans (2000 LX27) là một tiểu hành tinh vành đai chính.